# Denial Bay
Denial Bay is een plaats in de Australische deelstaat Zuid-Australië en had in 2006 een inwoneraantal van 356.